# Jordi Ribas Vilanova
Jordi Ribas Vilanova (Berga, 23 d'abril de 1958), és un exjugador de bàsquet català. És pare del també jugador de bàsquet Pau Ribas.
Es va formar a les categories inferiors del Club Joventut Badalona, amb qui va debutar a la màxima categoria del bàsquet nacional la temporada 1976-77. Va jugar a Badalona fins al 1982, a excepció de la temporada 1980-81 que la va disputar al Náutico de Tenerife, en ser destinat a Santa Cruz a realitzar el servei militar. Amb el club verd-i-negre es va proclamar campió de la lliga espanyola la 77-78, i va ser semifinalista de la Copa Korac, de la Recopa d'Europa i tres vegades a la Copa del Rei en les cinc temporades que va jugar a la Penya. Després va jugar al CB Premià, de Primera B, fins a l'any 1986, i una darrera temporada a l'APD Mataró on es va retirar del bàsquet en actiu.